# Distrito de Incahuasi
El distrito de Incahuasi es uno de los seis que componen la provincia de Ferreñafe ubicada en el departamento de Lambayeque en el Norte del Perú. Limita por norte con el distrito de Cañaris; por el este con el departamento de Cajamarca; por el Oeste con el distrito de Salas; y por el Sur con el distrito de Pítipo.
Desde el punto de vista jerárquico de la Iglesia católica, forma parte de la Diócesis de Chiclayo.

## Historia
El distrito debe su nombre a la comunidad indígena y al pueblo que se constituyó en su centro desde su fundación en 1747, en el marco de la lucha de los nativos por sus territorios con los vecinos hacendados de Sangana Canchachalá y Janque.
El distrito fue creado mediante Ley del 17 de febrero de 1951, en el gobierno del Presidente Manuel A. Odría.

## Geografía
Pertenece a la región geográfica andina, en la vertiente Pacífica de la cordillera oriental de los Andes a lo largo de la cuenca del río La Leche. El 80% de la población tiene el quechua Inkawasi-Kañaris como primera lengua.

## Autoridades

### Municipales
- 2015-2018[4]
  - Alcalde: César Martans Manayay Lucero,SIA).
  - Regidores: Walther Manayay Manayay (SIA), Carmen Graciela Roque De la Cruz (SIA), Adrián Calderón Callaca (SIA), Margarita Bernilla Rodríguez (SIA), Jesús Emigdio Huamán Vilcabana (PHP).
- 2011-2014[5]
  - Alcalde: Fernando Díaz Rodríguez, Partido Humanista Peruano (PHP).[6]
  - Regidores: Walther Manayay Manayay (Siempre Integración), Florentino Sánchez Reyes (PHP), Beatriz Manayay Llaguento (Siempre Integración), José Rómulo Sánchez Bernilla (PHP), Cristóbal Reyes Martínez (Acción Popular).

### Policiales
- Comisaría 
  - Comisario: SOS PNP Leoncio Tarrillo Terrones.

### Religiosas
- Diócesis de Chiclayo[7]
  - Obispo de Chiclayo: Mons. Robert Francis Prevost, OSA[8]
- Parroquia San Pablo de Uyurpampa[9]
  - Párroco: Religiosas de Jesús Verbo y Víctima.

## Personas destacadas
Entre los personajes  notables del Distrito de Incahuasi destaca  el Matemático Romulo Diaz Carlos natural del caserío de Uyshawasi de padres campesinos, siendo los padres, Evaristo Diaz Chucas y Nicolaza Carlos Bernilla. Este joven representa a los casi 15,000 Incahuasinos a nivel internacional, por sus atribuciones en la investigación científica  de la región y el país, específicamente en el área de Ciencias Matemáticas, actualmente es miembro del grupo de investigación (EDOACBI) en la Facultad de Ciencias Matemáticas  de la Universidad Nacional Mayor de San Marcos. Con estudios primarios en la localidad de Uyshawasi y los estudios superiores en 
- Universidad Nacional Mayor de San Marcos (UNMSM-Lima-Perú)-  Investigación Operativa  con tema de investigación aún en desarrollo: Problemas elípticos con exponente crítico, bajo la supervisión del Mg. Emilio Castillo Jiménez.
- Universidad Nacional del Callao (Unac-Callao-Perú)- Bachiller en Matemáticas con tema de investigación: Correspondencia Entre Operadores y Formas Sesquilineales, bajo la supervisión del Mg. Wilfredo Quispe Mendoza en el año 2017.
- Universidade de Brasília (UNB-Distrito Federal-Brasil)- Magíster en  Matemáticas con tema de investigación: Existencia de soluciones positivas para el problema de curvatura media prescrita con término no local a través del método de sub y supersolución,  bajo la supervisión del Dr. Giovany de Jesus Malcher Figueiredo, el 27 de febrero de 2020.
- Universidade de Brasília (UNB-Distrito Federal-Brasil)- actualmente es estudiante de  doctorado en Matemáticas,  bajo la supervisión del Dr. Giovany de Jesus Malcher Figueiredo.